# Mamadou Sakho (zapaśnik)
Mamadou Sakho (ur. 25 stycznia 1951) – senegalski zapaśnik walczący w obu stylach. Trzykrotny olimpijczyk. Piąty w Los Angeles 1984; szósty w Moskwie 1980; ósmy w Montrealu 1976 w stylu wolnym i odpadł w eliminacjach w stylu klasycznym. Startował w kategorii 100 kg-open.
Złoty medalista igrzysk afrykańskich w 1987. Zdobył siedem medali na mistrzostwach Afryki w latach 1981 – 1988. Trzeci w Pucharze Świata w 1980 roku.